# Сингман Ри
Сингман Ри, познат и као Ли Сеунгман или Ји Сунг-ман (кореј. 이승만; Хвангхај, 26. март 1875 — Хонолулу, 19. јул 1965) био је корејски политичар и први председник Јужне Кореје.

## Биографија
Рођен је провинцији Хвангхај, у аристократској породици. У младости је био затваран ради отпора јапанској хегемонији, први пут у 22. години. Провео је седам година у затвору. Касније у животу, поступаће према противницима онако како се с њим поступало.
Кад се 1910. године вратио кући у Кореју, Јапан ју је већ био анектирао. Бунио се против јапанске монархије. Морао је да побегне у Кину, где су он и остали борци за независну Кореју основали Прелазну владу, а Сингман је именован за председника, но касније је био смењен због злоупотребе власти која му је била поверена.
Након смрти последњег цара Кореје, Сингман се вратио кући, пре осталих бораца за независност, јер су га Савезници најбоље познавали. Када је 1945. године завршио Други светски рат, Јапану је одузета власт на Корејом. Кореја је подељена на два дела, Северну, у којој су владали комунисти и била је устројена по совјетском моделу, док је Јужна Кореја била капиталистичка земља. Сингман је ступио на положај председника 1948. године. Пре него је 1950. избио Корејски рат, преузео је диктаторске овласти. Мучио је и затварао комунисте и остале левичаре. Његова десна рука, Ким Чанг-ријонг, водио је безбедносне службе.
Постао је веома непопуларан у очима међународне заједнице. Током његових 12 година владавине (1948 – 1960) почињени су многи злочини, а нарочито је зверски био масакр на острву Чеџу , где је војска побила преко 60 000 побуњеника и цивила. Иако су се масакри догађали и у режимима после њега, нису били толико окрутни и раширени.
Пред истек другог председничког мандата, изменио је устав тако да се на њега не односи ограничење од осам година на власти. Победио је у намештеним изборима 1952. године и освојио трећи мандат. Противници су му убијани и мучени.
Након што је освојио и четврти мандат, незадовољство опозиције и студентски протести прерасли су у општу побуну против омрзнутог Рија, 26. априла 1960. године. Такође је био прозван да је проневерио (украо) 20 милиона Владиних долара. Два дана након почетка демонстрација, побегао је са женом и сином на Хаваје, где је и умро у 90. години од можданог удара, 19. јула 1965. године. Недељу дана после смрти, тело му је транспортовано у Јужну Кореју и сахрањено на Националном гробљу у Сеулу.